# Miguel Olano
Miguel Olano (Cenicero, La Rioja; 1960) es un tenor español.

## Biografía
Nacido en Cenicero, La Rioja, inició sus estudios musicales en el Conservatorio de Logroño, la capital de su comunidad autónoma. En 1985 descubrió sus facultades vocales y se trasladó a Madrid, donde compaginó sus estudios en la Escuela Superior de Canto con los de Empresariales en la Universidad Complutense.
En 1988 se trasladó a Florencia, Italia para perfeccionar su vocalidad con el gran barítono Gino Bechi. Al cabo de unos años de estudio diario, su maestro le aconsejó continuar su estudio vocal y el estilo italiano con el gran tenor Carlo Bergonzi, el cual impartía clases en la Accademia Chigiana de Siena y la Accademia Verdiana de Busseto, en Parma. Desde los inicios de su carrera profesional, su maestro y consejero de técnica vocal fue Sergio Bertocchi, gran especialista de la técnica pura del bel canto italiano, así como del repertorio adecuado a su vocalidad.

## Trayectoria
En la ciudad italiana de Siena tuvieron lugar sus primeras actuaciones, concretamente en la Cripta de San Doménico, con una Cantata de Luigi Boccherini, y en la Academia Chigiana, donde interpretó un repertorio de música contemporánea del compositor Roman Vlad.
Su debut operístico en concierto fue con la ópera Edgar, de Giacomo Puccini, en la casa del gran compositor en Torre del Lago, Lucca. En 1992 debutó en el teatro de ópera con la Compañía de Ópera Italiana en Austria, interpretando el personaje de Rodolfo en La Bohême, de Puccini, obra que lo llevó de tournée por toda Europa. Al año siguiente debutó en el papel de Mario Cavaradossi en Tosca, del mismo autor, en el teatro Villa Margherita de Trapani (Italia), lo cual le dio la oportunidad de cantar esta obra en Novara y Vercelli. Posteriormente participó en varias producciones de Carmen, Don Carlo, Manon Lescaut, Turandot, Cavalleria rusticana, Pagliacci, Madama Butterfly y en diferentes óperas representativas del repertorio lírico spinto. Asimismo, actuó en festivales de reconocido prestigio, como el del Teatro Châtelet de París, el de Los dos Mundos en Spoleto, y los de Lucca, Pisa, Livorno, Cosenza, Parma y Mantova, entre otras ciudades italianas.
En 1998 fue contratado por el Teatro de La Scala de Milán para formar parte del elenco de Manon Lescaut, de Puccini, en el papel de Des Grieux, dirigida por el maestro Muti, lo cual le proporciona el salto al gran teatro y debuta en los escenarios más importantes de Europa: el Großes Festspielhaus de Salzburgo, el Concertgebouw de Ámsterdam, el Grand Théâtre de Ginebra, la Deutsche Oper de Berlín; de Estados Unidos: el Centro John F. Kennedy para las Artes Escénicas de Washington y la Ópera de San Francisco, así como de Asia en varias tournées de prestigio internacional, con obras como Turandot en Tokio, Osaka y Nagasaki (Japón) y Tosca en Corea del Sur, concretamente en la capital, Seúl, y en las ciudades de Gunsan y Jeonju.
Su debut en España tuvo lugar en la reinauguración del Teatro Real de Madrid en 1997, con la ópera Divinas Palabras, de Antón García Abril, bajo la batuta del maestro Ros Marbá y la dirección escénica de José Carlos Plaza. En 1999 interpretó el papel de don Juan de Alarcón en la ópera Margarita La Tornera, de Ruperto Chapí, dirigida por el maestro García Navarro, el cual le proporcionó un gran éxito de público y de crítica en su país, consiguiendo así su gran sueño de cantar para el público español por primera vez en el Teatro Real, donde tantos conciertos había escuchado como estudiantel
En la disciplina de música sinfónico-vocal fue solista en la Accademia Chigiana de Siena, el Teatro Arriaga de Bilbao, el Kursaal de San Sebastián y el Palacio de la Música de Valencia, en conciertos de música contemporánea y de oratorio, interpretando, entre otras obras, el Requiem de Giuseppe Verdi, también cantado en Niza y Antibes (Francia). 
Fue protagonista del estreno mundial de la cantata Elegía en marzo, de David Mora, en el Teatro Monumental de Madrid, con la Orquesta de Radio Televisión Española y transmitido por Televisión Española. Actualmente, su actividad artística se centra en ofrecer recitales de música de cámara y galas líricas con orquesta sinfónica. Compagina sus actuaciones con masterclasses de perfeccionamiento de técnica vocal y repertorio en Madrid, Bilbao y Logroño, e imparte clases de técnica vocal a cantantes profesionales, semiprofesionales y nuevas promesas vocales en las citadas ciudades.
En su tierra natal ha tomado parte en sus celebraciones más importantes, como son el centenario de la defensa de la torre contra los carlistas en Cenicero (2004); la inauguración de la Plaza de Toros de La Ribera de Logroño (2002), cantando en directo y transmitida por RTVE; la inauguración de Riojaforum (2004) con la Orquesta Sinfónica de RTVE y la presencia de su majestad el Rey Don Juan Carlos I, y otras actuaciones relevantes, como el estreno de El sitio de Logroño, de David G. Rubio (2008), una Gala de Danza Ballet con Lucía Lacarra (2016), y más recientemente, en 2020, en el recital Vive Riojafórum, de reapertura después de la pandemia del Covid-19, además de una gala en el Parlamento Riojano en honor de los 17 presidentes de los parlamentos autonómicos españoles. 
Recientemente, y dentro del marco Xacobeo 2021, ha presentado su CD Una voz para el Camino, álbum que contiene un repertorio de canciones vinculadas a la cultura popular, La Rioja y el Camino de Santiago, en un lugar emblemático como es la Iglesia de Santiago el Real de Logroño, y en las ciudades más representativas del Camino de Santiago en La Rioja, entre otras, Santo Domingo de la Calzada, Nájera, Navarrete, Calahorra, Haro, Alfaro y Cenicero, su ciudad natal.